# Meyenburg
Meyenburg es una ciudad situada en el distrito de Prignitz, en el estado federado de Brandeburgo (Alemania). Tiene una población estimada, a inicios de noviembre de 2024, de 2069 habitantes.
Está integrada en la mancomunidad de municipios (en alemán, amt) de Meyenburg,

## Lugares de interés
La localidad es conocida por su castillo, que se ubica alrededor de un parque. La muralla de la ciudad es monumento protegido del estado de Brandeburgo desde 1991. Parte de la muralla y las torres ya estaban integradas en el complejo del castillo en el momento de su construcción y forman parte de la mampostería exterior.
Además, todavía se conservan tres secciones individuales de la antigua muralla de la ciudad, que rodeaba aproximadamente tres cuartas partes de Meyenburg. El primer tramo y el más largo (de aproximadamente 65 m) fue restaurado entre 1996 y 1997 en el contexto de la renovación del parque del castillo, ya que este tramo toca directamente el parque del castillo.
El Castillo de Meyenburg es un punto de identificación y atracción de la ciudad. Alberga un museo de la moda de renombre nacional, el museo de historia local y la biblioteca. Se ofrecen eventos culturales en el salón de baile, en las salas de la planta baja, en la terraza y también en el parque.